# Mansour Ojjeh
Mansour Ojjeh (Genebra, 25 de setembro de 1952 – Genebra, 6 de junho de 2021) foi um empresário francês sírio da Arábia Saudita, dono de parte da TAG e do Grupo McLaren.
Mansour morreu em 6 de junho de 2021, aos 68 anos de i

dade.